# Saint-Cassin
Saint-Cassin ist eine französische Gemeinde mit 1009 Einwohnern (Stand 1. Januar 2022) im Département Savoie in der Region Auvergne-Rhône-Alpes. Sie gehört zum Arrondissement Chambéry und ist Mitglied des Gemeindeverbands Communauté d’agglomération du Grand Chambéry. Die Bewohner werden Saint-Cassinois und Saint-Cassinoises genannt.

## Geographie

### Lage
Saint-Cassin liegt auf 498 m, wenige Kilometer südwestlich der Präfektur Chambéry, 41 Kilometer nordnordöstlich der Stadt Grenoble und 44 Kilometer südsüdwestlich der Stadt Annecy (Luftlinie). Das Dorf erstreckt sich am Nordrand der Chartreuse, einem Kalksteinmassiv in den nördlichen französischen Voralpen. Nachbargemeinden von Montagnole sind Cognin im Norden, Montagnole im Osten, Apremont (Berührungspunkt) und Entremont-le-Vieux im Süden, Saint-Thibaud-de-Couz im Südwesten sowie Vimines im Westen.

### Topographie

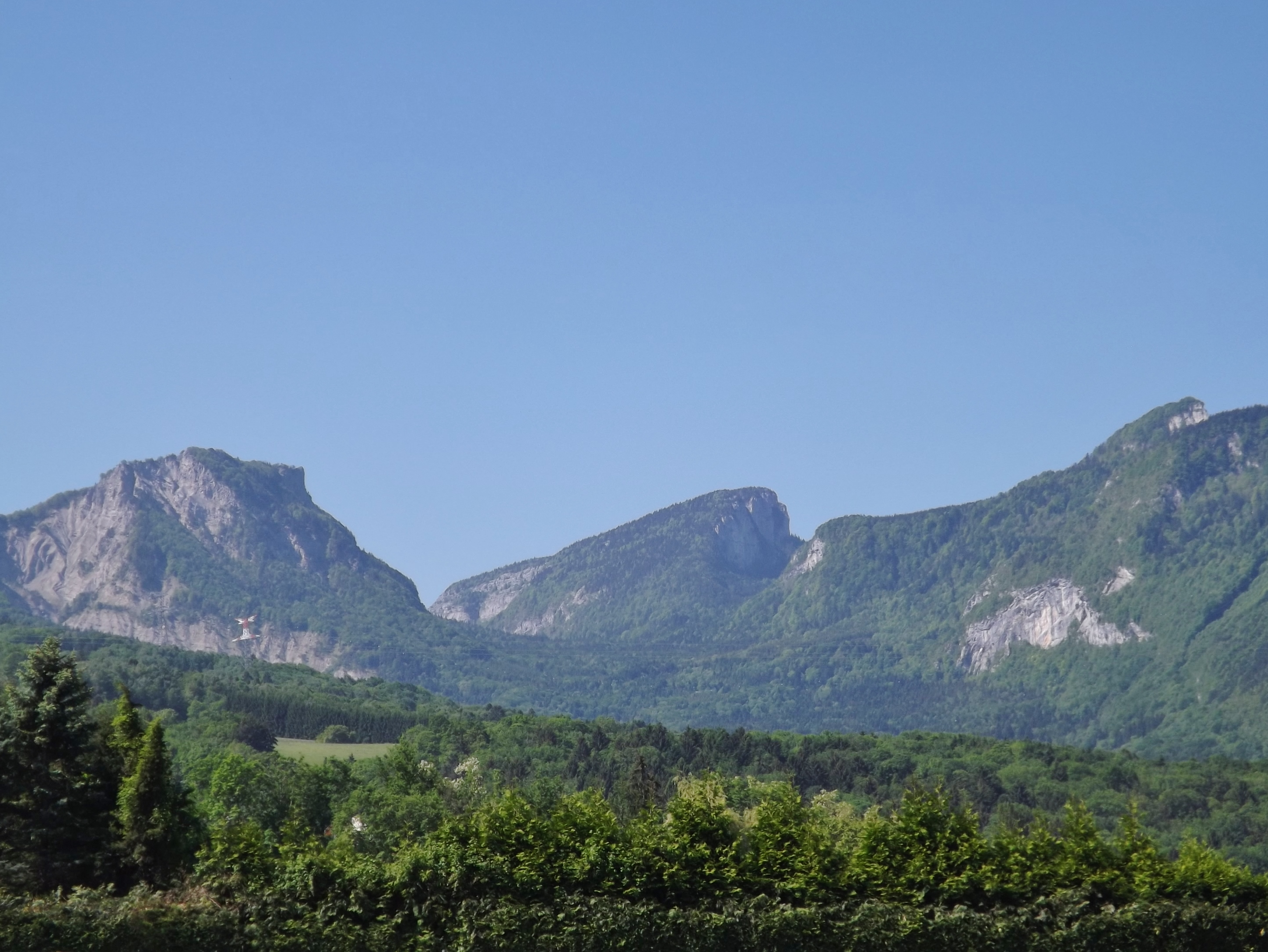
Pellat, Outheran und Corbeley am Südrand von Saint-Cassin

Die Fläche des 14,79 km² großen Gemeindegebiets gliedert sich in zwei Teile: die sanft ansteigenden Ausläufer der Chartreuse im Nordosten mitsamt dem Siedlungsgebiet von Saint-Cassin und ein schwer zugänglicher, von bewaldeten Steilhängen geprägter Südteil. Die Gemeinde liegt damit innerhalb des Regionalen Naturparks Chartreuse (frz.: Parc naturel régional de la Chartreuse). Ihren Südrand markieren die fast senkrecht aufragenden Felswände der 1486 m hohen Pointe de la Gorgeat und des 1443 m hohen Mont Pellat. Westlich davon erreicht das Gemeindegebiet mit 1540 m seinen höchsten Punkt in der Nordflanke des Mont Outheran. Im Westen erhebt sich ein weiterer Gipfel, der 1419 m hohe Le Corbelet, von ihm fällt das Gelände steil ab auf etwa 400 m in das Vallée de Couz. In diesem Tal fließt der Fluss Hyère aus der Chartreuse in nördliche Richtung und bildet streckenweise die Gemeindegrenze. Mehrere Bäche durchziehen das Gemeindegebiet im Osten und entwässern es zur Hyère hin. Den weitaus größten Teil der Gemeindefläche mit rund 76 % nehmen Wälder ein, der Rest wird hauptsächlich durch Wiesen bedeckt oder landwirtschaftlich genutzt.

### Gemeindegliederung
Zu Saint-Cassin gehören neben dem eigentlichen Ortskern auch mehrere Weilersiedlungen und Gehöfte, darunter:
- La Tiollière (ca. 350 m) an der Straße und Bahnlinie durch das Hyère-Tal,
- Les Alberges (390 m) am Nordostrand der Gemeinde,
- La Combe (630 m) auf einer Hochfläche im Nordhang des Le Corbelet.

## Geschichte
Funde gallorömischer Münzen und Grabstätten weisen auf eine frühe Besiedelung des Gemeindegebiets hin. Die Ursprünge von Saint-Cassin lassen sich bis ins Hochmittelalter verfolgen, als der Ort im Jahr 1016 als Castrum Beati Cassiani erstmals urkundlich erwähnt wurde. Um 1100 erscheint ebenfalls eine Pfarrei Sancti Cassiani, für die ab 1458 Johannes der Täufer als Namenspatron aufgeführt wird (Ecclesia parrochialis Sancti Johannis de Capela Sancti Cassini nuncupata). Im Mittelalter wechselten die Ländereien von Saint-Cassin mehrfach den Besitzer unter der Oberhoheit der Grafen von Savoyen. Die kleine Herrschaft war durch jene 1016 erwähnte Burg auf einer 729 m hoch gelegenen Bergkuppe gesichert, von der das Tal der Hyère bis hin nach Chambéry eingesehen werden konnte. Seit dem 16. Jahrhundert dem Verfall überlassen, sind ihre Überreste heute als Tours de Saint-Claude bekannt. Im Ortskern befanden sich im Mittelalter mehrere Feste Häuser und Herrschaftshäuser. Als Teil des Herzogtums Savoyen-Piemont stieg Saint-Cassin im Jahr 1681 zur Grafschaft (comté) auf.

## Sehenswürdigkeiten

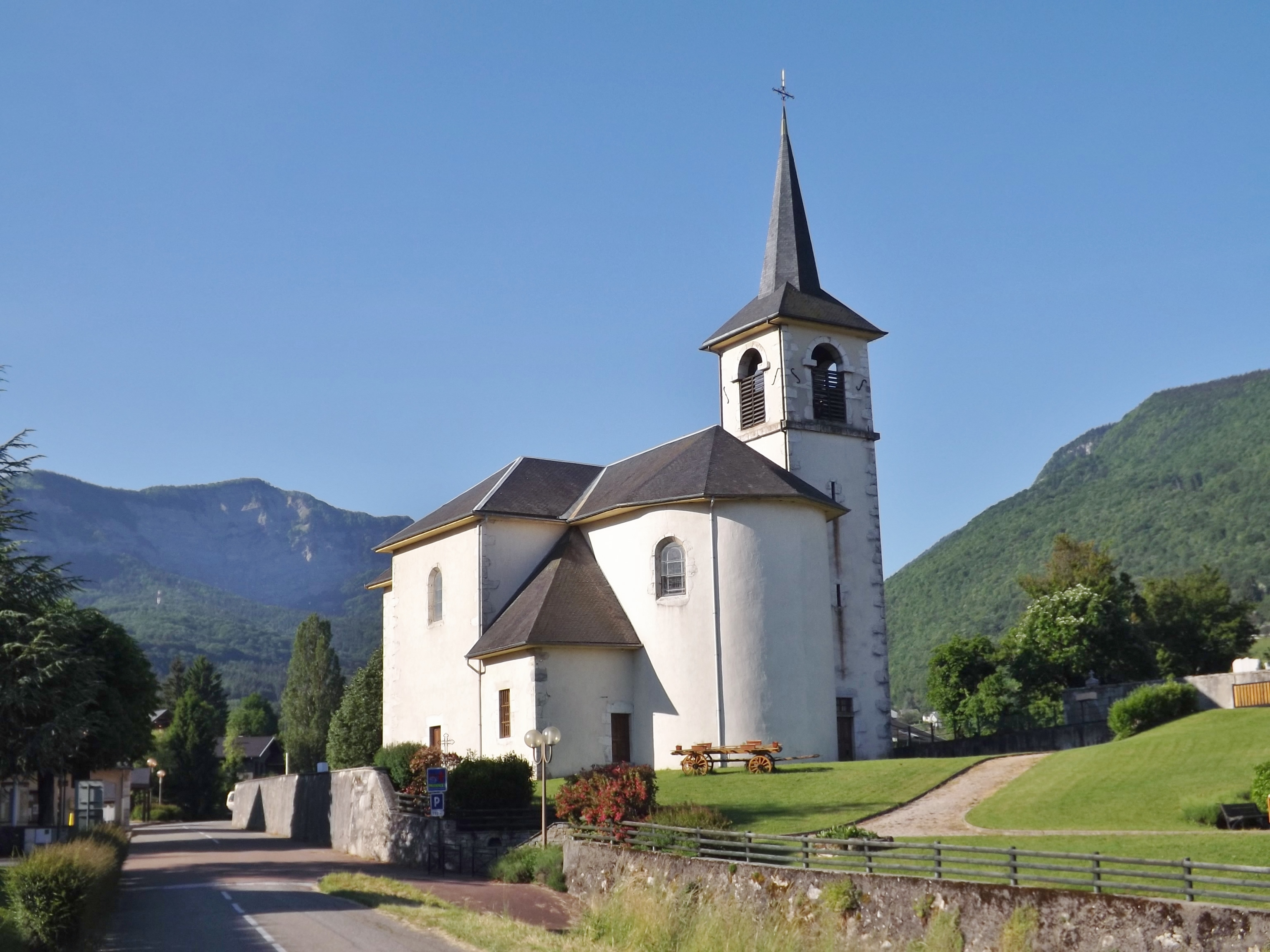
Dorfkirche aus dem 19. Jahrhundert

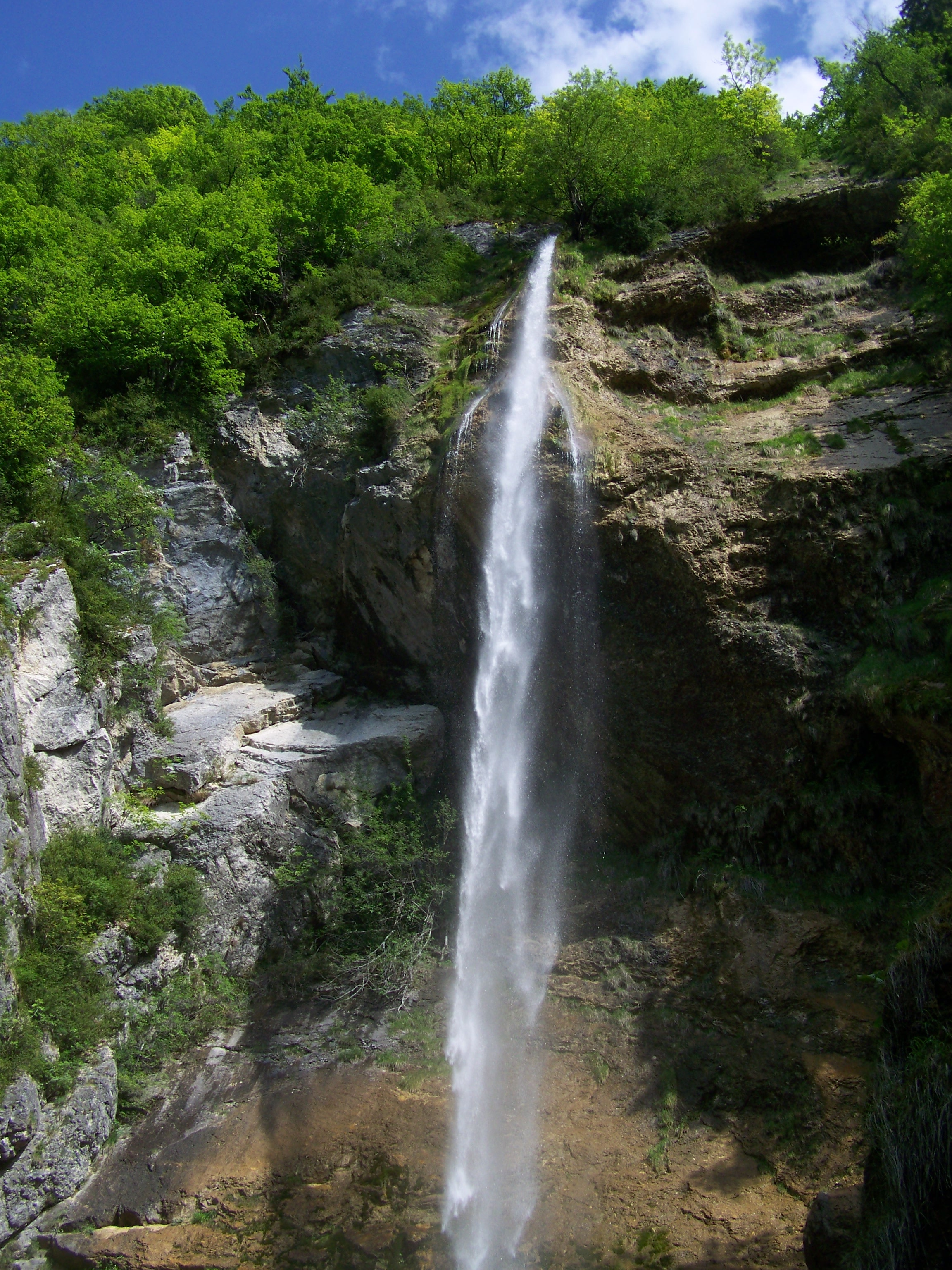
Cascade de Couz

Die Dorfkirche von Saint-Cassin wurde im 19. Jahrhundert errichtet und ersetzte einen Vorgängerbau, der auf dem Gebiet des heutigen Friedhofs stand. Das Gebäude für die Gemeindeverwaltung (mairie) mit angegliederter Dorfschule entstand 1866 und wurde 1906 umgebaut. Aus einer Felswand westlich des Weilers La Combe stürzt sich ein Wasserfall in die Hyère, die Cascade de Couz.

## Bevölkerungsentwicklung
| Jahr                       | 1962 | 1968 | 1975 | 1982 | 1990 | 1999 | 2006 | 2011 | 2016 |
| Einwohner                  | 414  | 415  | 453  | 538  | 625  | 697  | 756  | 749  | 814  |
| Quellen: Cassini und INSEE |      |      |      |      |      |      |      |      |      |

Mit 1009 Einwohnern (Stand 1. Januar 2022) gehört Saint-Cassin zu den kleinen Gemeinden des Département Savoie. Nachdem die Einwohnerzahl in der zweiten Hälfte des 19. und ersten Hälfte des 20. Jahrhunderts gleichmäßig zurückgegangen war (1861 wurden noch 618 Einwohner gezählt), setzte in den 1970er Jahren wieder eine Bevölkerungszunahme ein, die auf das Wachstum im Großraum Chambéry zurückgeht. Über das Gemeindegebiet verstreut entstanden zahlreiche neue Einfamilienhäuser.

## Wirtschaft und Infrastruktur
Saint-Cassin war bis weit ins 20. Jahrhundert hinein ein vorwiegend durch die Landwirtschaft geprägtes Dorf. Noch heute sind mehrere größere Betriebe aktiv vorwiegend im Bereich Milchproduktion. Daneben gibt es einige Betriebe des lokalen Kleingewerbes. Mittlerweile hat sich das Dorf auch zu einer Wohngemeinde entwickelt. Viele Erwerbstätige sind Wegpendler, die in den größeren Ortschaften der Umgebung, vor allem im Raum Chambéry, ihrer Arbeit nachgehen.
Die Ortschaft liegt nicht direkt an einer größeren Durchgangsstraße, profitiert aber von der Verkehrsinfrastruktur im nahegelegenen Chambéry. Durch das Tal der Hyère am Westrand der Gemeinde führen die Bahnstrecke Saint-André-le-Gaz–Chambéry und die Departementsstraße D1006 (ehemalige N6), die Chambéry mit dem savoyischen Alpenvorland (Avant-Pays savoyard) und den Städten im unteren Isère-Tal verbindet. Von ihr sowie von den Nachbardörfern Jacob-Bellecombette und Montagnole führen Zufahrtsstraßen in den Ortskern von Saint-Cassin. Der nächste Regionalbahnhof und Anschlüsse an das Autobahnnetz befinden sich in Chambéry. Als Flughäfen in der Region kommen Chambéry-Savoie (Entfernung 15 km), Lyon-St-Exupéry (90 km) oder Genf (94 km) in Frage.
In Saint-Cassin befindet sich eine staatliche Vor- und Grundschule (école primaire).

## Persönlichkeiten
- Théophile Albert Cadoux (1903–1982), römisch-katholischer Ordensgeistlicher und Bischof von Kaolack